# 赵海利
赵海利（韓語：조해리，1986年7月29日—），是韩国著名的女子短道速滑运动员。她是2011年世界短道速滑锦标赛全能冠军。

## 职业生涯
2011年世界短道速滑锦标赛中，赵海利获得1000米和3000米两个单项金牌，并获得全能冠军。一周之后，她又率领韩国女子短道速滑队在华沙获得2011年世界短道速滑团体锦标赛团体金牌。

## 资料来源
- 国际滑联官网2011世界短道速滑锦标赛新闻报道(英文)
- 国际滑联官网2011世界短道速滑团体锦标赛新闻报道(英文)
- 赵海利-国际滑冰联盟（ISU）
- 赵海利-Olympedia